# Autoria dos trabalhos de João
A autoria dos trabalhos de São João (Evangelho segundo João, Primeira Epístola de João, Segunda Epístola de João, Terceira Epístola de João, e Livro das Revelações) é debatida desde o século III. O principal motivador de debates tem sido os estilos inconsistentes de escrita observados em cada uma das obras. Logo, os tópicos principais em discussão são se estes trabalhos teriam sido escritos pela mesma pessoa - ou por várias pessoas - e a identidade do autor.
Nas tradições antigas, todos os livros foram atribuídos a João, o Apóstolo, o autor presumível do Evangelho de João. No século VI, o Decretum Gelasianum afirmou que as epístolas 2 e 3 de João seriam de dois autores separados: “João, o Presbítero” e o Apóstolo João. Desde a ascensão de uma crítica mais especializada, debate-se se João, o Apóstolo, foi o autor de qualquer um destes trabalhos.
Hoje os textos continuam a ser tratados separadamente. Os pontos de vista sobre a autoria de cada um dos trabalhos de João variam desde afirmar que a autoria é do Apóstolo, até afirmar que a autoria é de um outro autor, chamado "João" por conveniência, e há teorias sobre a autoria ser de um grupo de autores. Os especialistas modernos são unânimes em afirmar que o Apocalipse foi escrito por um único autor em separado (vide João de Patmos), por volta de 95 d.C., com algumas peças que datam possivelmente do reinado de Nero na década de 60. Alguns especialistas concluem que os outros trabalhos podem ter sido escritos pelo mesmo autor ou autores, mas não pelo Apóstolo João, enquanto outros concluem que o autor das epístolas foi um autor diferente do citado no Evangelho, embora todos os quatro trabalhos originassem provavelmente da mesma comunidade.
O evangelho e as epístolas tradicionalmente e plausivelmente vieram de Éfeso, por volta de 90 - 110 d.C., embora alguns especialistas argumentem que sua origem seja a Síria.

## História da utilização dos trabalhos de João

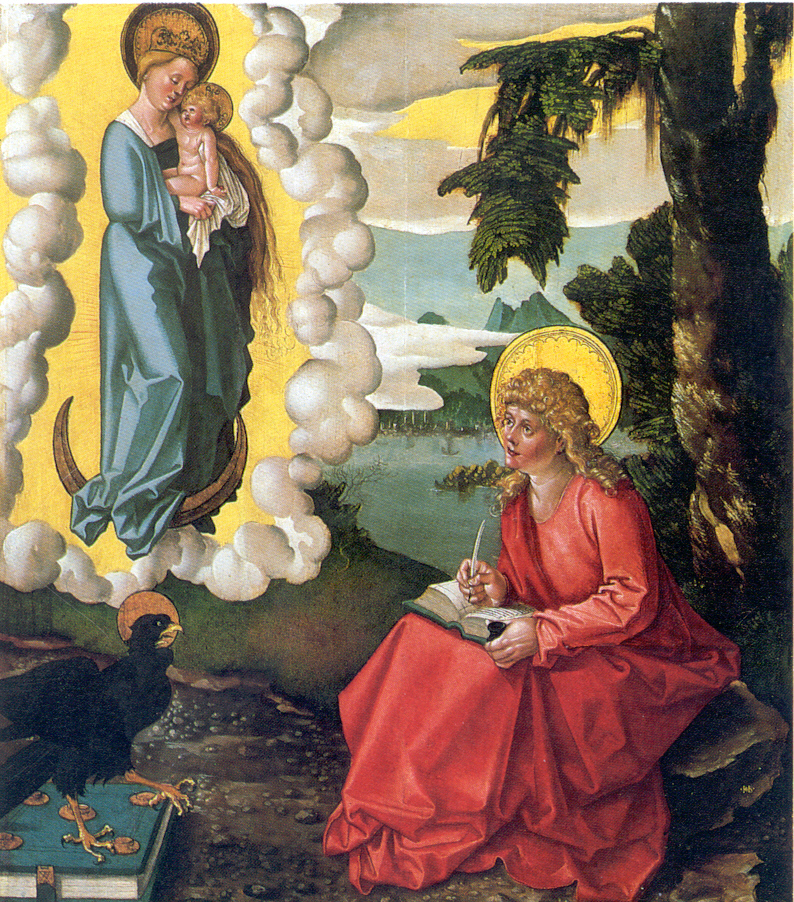
"São João em Patmos" por Hans Baldung Grien, 1511

Nos primeiros dois séculos do Cristianismo, o Evangelho segundo Mateus era o instrumento preliminar para a catequese. O evangelho de João foi considerado sempre o último a ser escrito, dado tradicionalmente uma data entre 90 e 100, embora os especialistas modernos sugerem frequentemente uma data mais atrasada. Sob a influência de Ireneu, o quarto evangelho da “verdade canônica”, o Evangelho de João transformou-se uma pedra angular da catequese batismal em toda Roma. No Primeiro Concílio de Niceia, o evangelho era uma das sustentações principais para a doutrina que o pai e o filho são um (um exemplo da elevação cristológica). De um lado, há uma grande lista de Padres da Igreja do século II que nunca citaram o evangelho de João, e de outro, o comentário escrito mais atual existente em todo o livro do Novo Testamento sobre João foi escrito por Heracleon, um discípulo do gnóstico Valentim. Textos da biblioteca de Hammadi Nag mostram que muitos dos primeiros leitores do evangelho de João acharam o texto “surpreendente e em diversos aspectos, imaginativo” (Pagels 2003, pag. 115; 117). Orígenes, Santo Agostinho, São João Crisóstomo e Cirilo de Alexandria todos forneceram comentários sobre os trabalhos de João, sendo entre estes os de Agostinho os mais numerosos. Na Idade Média, os principais comentários foram escritos por Rupert de Deutz e Tomás de Aquino.
Apesar disso, a maioria deles é questionável devido ao Papyrus P52 da biblioteca de Rylands que datam possivelmente uma seção do evangelho de João entre 125 e a 160, bem como pelos recentes trabalhos da The Johannine Corpus in the Early Church de Charles Hill. Neste último, Charles Hill dá a evidência que o evangelho de João foi usado entre CE 90 e 130, e do possível uso do material do evangelho segundo João em diversos trabalhos que datam deste período. Nestes trabalhos, os autores incluem Inácio de Antioquia (de  107  C.), Policarpo de Esmirna (de  107  C.), 'O Ancião' de Pápias de Hierápolis (de  110-120 C.) e 'Exegese do Oráculos do Senhor', também de autoria de Pápias de Hierápolis (de  120-132  C.). Hill avalia que muitas figuras históricas certamente fizeram referências ao Evangelho de João. Justino (100 - 165 d.C.) citou também o Evangelho segundo João, corroborando que o Evangelho certamente existia também no começo do século II e também que foi considerado válido por estes pais do Cristianismo.

## História da critica acadêmica
A era da crítica acadêmica foi aberta com os trabalhos de K.G. Bretschneider (1776 - 1848) de 1820 sobre o tópico da autoria de João. Bretschneider questionou a autoria apostólica do evangelho e definiu as base da instável compreensão sobre a topografia do autor, que não poderia ter vindo da Palestina. Discutiu que o significado e a natureza de Jesus apresentado no Evangelho de João era muito diferente do apresentado nos Evangelhos sinópticos, e assim seu autor não poderia ter sido uma testemunha ocular aos eventos. Bretschneider cita a apologética do caráter de João, indicando uma data mais tardia para a composição.
Segundo a filosofia de Hegel, F.C. Baur (1792 - 1860) negou todo o valor histórico para o quarto evangelho. Indicou que era unicamente um trabalho de síntese-tese-antítese, de acordo com o modelo Hegeliano; síntese entre a tese da Cristandade Judia (representado por Pedro) e o antítese da Cristandade dos gentios (representada por Paulo). Cita também as epístolas como uma síntese das forças opostas da dualista do Gnosticismo. Dessa forma, atribuiu a data de 170 ao Evangelho.

## O Evangelho

### Critica literária no século XIX e XX
Embora os movimentos críticos concordassem quase completamente sobre a hipótese de duas-fontes para os evangelhos sinópticos, nenhum acordo foi alcançado sobre as fontes literárias para os trabalhos de João. Um exemplo talvez típico de uma teoria crítica em desenvolvimento destes foi fornecida por Julius Wellhausen em 1908. Hipoteticamente um original foi modificado pesadamente por um editor tardio. Ele reivindicou ter sido capaz de separar o original básico das edições, elogiando o original e condenando o editor tardio pela sua intrusão. Outros críticos especializados, tais como E. Schwarz, listaram dúzias de indicações de “contradições" e rupturas na narrativa e nos discursos.
Críticos no início do século XX centram-se na ideia do Logos (palavra), que foi retirada de um conceito helenístico. Assim H.J. Holtzmann apresentou a hipótese de uma dependência do trabalho de Fílon, o judeu; Albert Schweitzer considerou o trabalho a ser uma versão helenizada do misticismo de Paulo, enquanto que R. Reitzenstein procurou a origem do trabalho no Egito e nas religiões de mistério persas.
Rudolf Bultmann fez uma aproximação diferente ao trabalho assumindo uma hipotética origem gnóstica (especificamente mandeísta, que considera que Jesus foi um mšiha kdaba ou "falso profeta”) para o trabalho. Anotou similaridades com o corpus paulino, mas atribuiu a isto a um fundo helenístico comum. Reivindicou que muitos contrastes no Evangelho, entre a luz e a escuridão, verdade e mentira, acima e embaixo, e assim por diante, mostram uma tendência para o dualismo, explicado pelas raízes gnósticas do trabalho. Apesar dessa origem, Bultmann elogiou o autor por diversas melhorias em relação ao gnosticismo, tal como a opinião judaico-cristã da criação e demitologização do papel do redentor. Ele viu o evangelho como uma investigação sobre um deus que era completamente outro e transcendente, não vendo nenhum lugar na visão do autor para a Igreja ou os sacramentos.
A análise de Bultmann é defendida extensamente nos países de língua alemã, embora com muitas correções e discussões. Respostas abrangentes foram feitas a esta análise. Hoje, a maioria dos exegetas cristãos rejeitam muito da teoria de Bultmann, mas aceitam a sua intuição. Por exemplo, J. Blank usa Bultmann em sua discussão sobre o juízo final e W. Thüsing usa-o para discutir a ascensão e o glorificação de Jesus.
Nos países de língua inglesa, Bultmann teve menos impacto. Em vez disso, especialistas tenderam a continuar na investigação da teoria helenística, retornando geralmente às teorias mais próximas da interpretação tradicional. Por o exemplo, G.H.C. McGregor (1928) e W.F. Howard (1943) pertencem a este grupo.

### Criticas recentes
Mais uma descoberta nos pergaminhos do Mar Morto em Qumran marcaram uma mudança no conhecimentos Joaninos. Diversos dos hinos, presumido vir de uma comunidade de Essênios, contida a mesma sorte dos jogos entre o dos opostos; luz e escuridão, verdade e mentiras; quais são temas dentro do Evangelho. Assim a hipótese que o Evangelho ser baseado no Gnosticismo saiu para fora de pauta. Muitos sugeriram que o próprio João Batista pertenceu a uma comunidade de Essênios, e se João, o Apóstolo, fosse anteriormente um discípulo de João Batista, teria afetado aquilo que ele ensinou.
A resultante revolução sobre a autoria Joanina foi designada como um novo olhar por J.A.T. Robinson, que inventou a frase em 1957 Oxford. De acordo com Robinson, esta informação nova rendeu a pergunta sobre a autoria relativa. Considerou um grupo dos discípulos em torno de um envelhecimento João, o Apóstolo, que escreveu suas memórias, misturando-as com o especulação teológica, um modelo que foi proposto há muito tempo atrás na "Vie de Jésus" ("Vida de Jesus ", 1863) de Renan. O trabalho de tais especialistas trouxe um consenso sobre  a origem Palestina do texto, melhor que a origem Helenística favorecida pelos críticos das décadas precedentes. Em alguns casos, “a febre Qumran” levantada pela descoberta dos pergaminhos são posto fora de pauta, e as teorias sobre as influências gnósticas nos trabalhos de  João são postos em pauta outra vez, especialmente na Alemanha. Alguns pontos de vistas recentes viram que o teologia dos trabalhos de João diretamente se opondo "Thomas Christians" (Riley 1995; Pagels 2003).
Hugh Schonfield, no controverso The Passover Plot e outros trabalhos, viu evidencias que a fonte deste Evangelho era o Discípulo a quem Jesus amava da último Ceia e promove esta pessoa, que talvez se chamasse João, como um sacerdote sênior no Templo e assim provavelmente um membro do Sanhedrin. Isto esclareceria, de outra forma inexplicável, a entrada ao Templo que não estaria disponível a pescadores e seguidores ásperos de um pregador rural contestador da Galileia, aquém foi acusado de heresia posteriormente. E provavelmente pela presença esquecida do Discípulo Amado nos eventos do Ministério de Jesus. Nesta leitura, o Evangelho foi escrito, talvez por um estudante e por um seguidor deste Discípulo em seus últimos anos avançados, talvez em Patmos.

### Historicidade
Com a exceção da Vie de Jésus de Renan, que elogiou os detalhes históricos e geográficos existentes no Evangelho, virtualmente todos os especialistas críticos antes do século XX negaram todo o valor histórico do trabalho, baseando na maior parte por suas conclusões em sete teses particulares: primeiramente, que a tradição da autoria dos trabalhos por João, o Apóstolo, criado ex-post facto para dar suporte e autoridade ao livro; em segundo, o livro não se dirigir-se, a mesmo indiretamente, a nenhuma testemunha ocular do fato; em terceiro lugar, esse livro pretendia ser um trabalho apologético, não uma história; em quarto, a tradição sinótica foi usada e adaptada muito livremente pelo autor; quinto, o tangenciamento não é devido à aplicação de outras fontes desconhecidas aos autores dos evangelhos sinópticos; sexto, os discursos no Evangelho expressam não as palavras de Jesus, mas aquelas do evangelista; e consequentemente, o quarto Evangelho não tem nenhum valor em suplementar ao sinóptico.
Em favor do caráter histórico e da testemunha ocular do Evangelho, algumas passagens são apontadas a. No segundo capítulo, quando Jesus limpa o Templo, os judeus dizem-lhe que o Templo esteve sob a construção por quarenta e seis anos. Essa construção tinha começado em 20 A.C. depois de Herodes, o Grande, pondo remoção das sujeiras do Templo no ANÚNCIO 27, precisamente quando o especialista moderno (ver Cronologia do nascimento e da morte de Jesus) coloca o começo do ministério de Jesus. Similarmente, o cronologia de João para a morte de Jesus parece mais realística, porque o evangelho sinóptico teriam a experimentação antes de ocorrer no primeiro dia do Páscoa judaica, que era um dia de descanso. Entretanto, isto poderia simplesmente  devido aos autores dos Evangelhos que têm um ponto de vista nítido ou mais neutro dos eventos de quem foi preso por alguém presente naquele tempo. Schonfield concorda que o Evangelho era o produto da idade avançada do grande Apóstolo, mas adicionalmente identifica-o como o Discípulo Amado da última Ceia, e assim que acredita-o que o Evangelho está baseado na testemunha de primeira mão, embora as décadas mais tarde e talvez com o auxílio de um seguidor mais novo e ou escritor, do que pode esclarecer a mistura de Hebraicismos (do Discípulo) e do idioma grego (do assistente).
Fredriksen 2002 (Ver também http://theologytoday.ptsem.edu/apr1995/v52-1-article6.htm) vê a explanação original do quarto Evangelho para a apreensão de Jesus e a crucificação como o mais historicamente o plausível: “A motivação dos sacerdotes é desobstruída e de senso comum: “Se nós deixamos [Jesus] ir em…. o Romanos virám destruir nosso lugar sagrado e nossa nação.” Caiafas continua, “ele é expediente que um homem deve morrer pelo povo, para que a nação inteira não corra perigo” (11:48,50)".

### Autoria

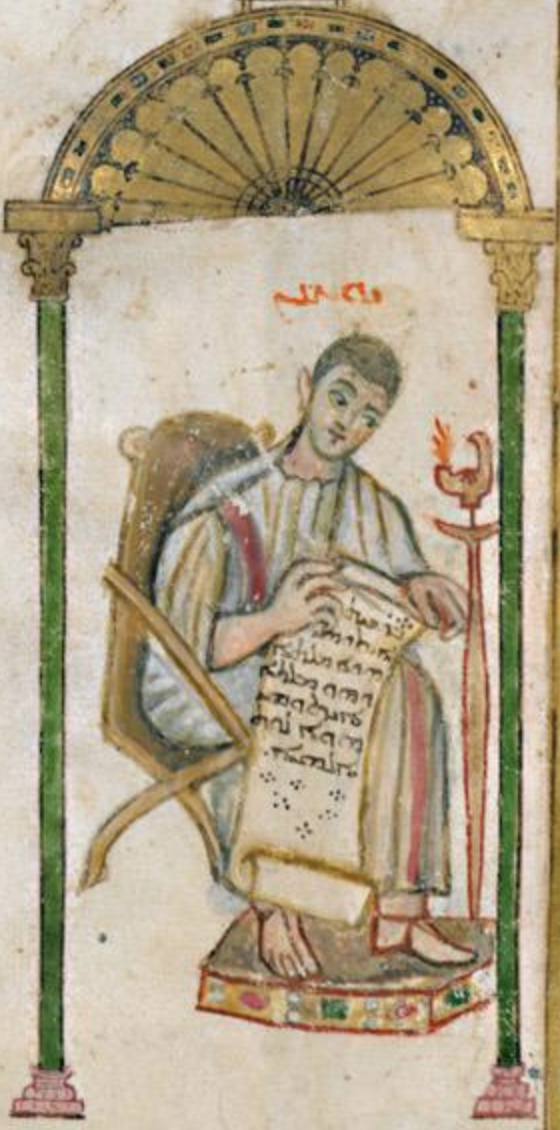
João Evangelista, Evangelhos de Rabbula.

Não há nenhum consenso sobre a respeito da identidade do autor, mesmo após séculos de debates, especialistas normalmente datam João como c. 90 e o consideram anônimo.

#### Críticas Antigas
De acordo com alguns especialistas, os primeiros grupos gnósticos do começo ao meio do século II foram ligeiramente mais íntimos da comunidade joanina que produziu o Evangelho de João..
A primeira testemunha precisa da teologia Joanina entre os pais da igreja está em Inácio de Antioquia, cuja Epístola de Policarpo aos Filipenses é baseada em João 3:8 e aludida em João 10:7–9 e João 14:6. Isto indicaria que o Evangelho já era conhecido em Antioquia antes da morte de Inácio (provavelmente 107). Policarpo de Esmirna cita as cartas de João, assim como Justino Mártir (c. 100 até 165).
O testemunho o mais antigo do autor foi o de Pápias de Hierápolis, preservado em citações fragmentárias na "História Eclesiástica", de Eusébio. Este texto é, por isso, obscuro. Eusébio diz que dois João diferentes devem ser distintos, João, o Apóstolo, e João, o Presbítero, com o Evangelho atribuído ao Apóstolo e o livro das Revelações ao presbítero.
O testemunho de Ireneu, baseado em Pápias, representa a tradição de Éfeso, onde acredita-se que João, o Apóstolo, tenha vivido. Ireneu era um discípulo de Policarpo de Esmirna e, por isso, parte da segunda geração após o apóstolo. Ele indica inequivocamente que o apóstolo é o autor do Evangelho. Alguns críticos rejeitam a referência a Inácio de Antioquia como consultando o Evangelho e cita Ireneu como o primeiro a usá-lo. Alguns destes até reivindicam que Ireneu seria o autor (ou pelo menos editor final) do livro. A reivindicação destes especialistas é, para a teoria da autoria dos trabalhos joaninos, que ele teria sido criado pela igreja numa fase já mais adiantada para dar mais autoridade aos trabalhos que estavam sendo usados para combater o gnosticismo.
O Papyrus P52 da biblioteca de Rylands, datado por volta de 100-175, sugere, de acordo com apologistas cristãos, que o texto do Evangelho Segundo João se espalhou rapidamente pelo Egito. A parte dianteira do fragmento contém linhas do Evangelho de João (João 18:31–33), no grego, e a parte traseira contêm linhas dos versículos 37 e 38. Clemente de Alexandria (150–211) menciona a atividade missionária de João, o Apóstolo, na Ásia Menor.
Em Alexandria, a autoria do Evangelho e da primeira epístola nunca foi questionada. Bruce Metzger diz ter encontrado nas citações de Clemente o trabalho de todos os livros do Novo Testamento à exceção de Filemon, Tiago, 2 Pedro e 2 e 3 João.
Roma era o lar da única rejeição ao quarto Evangelho. Os adversários do montanismo foram os responsáveis. Ireneu diz que estas pessoas tentaram suprimir o ensinamento sobre o Espírito Santo (Paráclito nos textos joaninos) e, em consequência, negaram a autoria do Evangelho e de sua autoridade. Mais tarde Epifânio chamou este grupo, formado pelos seguidores do sacerdote Caius, de alogoi em jogo de palavras entre “sem palavra” e “sem razão”.

#### Critica Moderna
A documentação da autoria tradicional do Evangelho tem sido questionada pelos críticos. Ireneu de Lyon é acusado de ter feito Pápias de Hierápolis como um discípulo de João o Apóstolo para dar suporte a suas próprias teorias: Eusébio de Cesareia mais tarde teria mostrado que Pápias foi um discípulo de João, o Presbítero. Mas mesmo Eusébio escapa sem uma crítica. Sua citação de João, o presbítero, parece ser motivada por seu argumento da autoria do Livro das Revelações. As memórias de Ireneu no testemunho de Policarpo são memórias de infância, e de vaga lucidez. Por exemplo, ele cita o relacionamento entre Policarpo e um "João", mas não especifica qual seria este João.
O Evangelho segundo João expõe explicitamente no seu texto que foi escrito pelo “discípulo aquém Jesus amou”, de modo que o maior esforço foi empregado em determinar quem esta pessoa poderia ser. É identificado tradicionalmente como João, o Apóstolo, desde que de outra maneira, um dos apóstolos dos mais importantes nos outros Evangelhos faltaria inteiramente no quarto Evangelho. Entretanto, os especialistas críticos sugerirem algumas outras possibilidades. Filson, Sanders, Vernard Eller e Rudolph Steiner sugerem que foi Lázaro, a partir de João 11:31–36, que cita especificamente que Jesus “o amou”, e ele talvez esteja implícito também no Evangelho secreto de Marcos. A ideia que Lázaro foi ressuscitado por Jesus dos mortos pode também explicar porque algumas esperavam que o "Discípulo Amado" não morresse (João 21:22–23). Parker sugeriu que este discípulo poderia ser João Marcos; apesar disso, os Atos dos Apóstolos indicam que João Marcos era muito jovem e um discípulo recém-chegado. J. Colson sugeriu que “João” era um sacerdote em Jerusalém, explicando a personalidade sacerdotal alegada no quarto Evangelho. R. Schnackenburg sugeriu que “João” era um residente de outra maneira desconhecido de Jerusalém que estava no círculo de amigos de Jesus. O Evangelho de Filipe e o Evangelho de Maria identificam Maria Madalena como o discípulo a quem Jesus amou, uma conexão que foi analisada por Esther de Boer (em Meyer 2004) e se tornou notória no ficional O Código Da Vinci. Finalmente, alguns autores, tais como Loisy, Bultmann e Hans-Martin Schenke, veem “o Discípulo Amado” como uma criação puramente simbólica, um pseudônimo idealizado por um grupo de autores.
A especialista em gnosticismo Elaine Pagels vai mais além e reivindica que o autor era um gnóstico, citando similaridades citadas no Evangelho de Tomé e no Evangelho de Filipe. que indicariam que o primeiro comentário no Evangelho de João fora escrito por um gnóstico. Além disso, o Evangelho era popular entre os gnósticos pelo menos entre os “ortodoxos”. As várias objeções à autoria do Apóstolo João foram levantadas. Primeiramente, o Evangelho Segundo João é um relato intelectualizado da vida de Jesus, requerendo um bom nível de instrução. Mais especificamente, o autor parece estar familiarizado com as tradições rabínicas de interpretação bíblica. Os Evangelhos Sinópticos são uníssonos em identificar João como um pescador, alguém que não se imagina ser bem-educado. Como defesa a esta objeção, pode ser anotado que João não era um pescador empregado, mas alguém que poderia ter recursos para possuir um barco e pode assim ter tido o acesso a renda suficiente para pagar sua instrução. Entretanto, os Atos informam que João era “sem educação” ou “iletrado”.
Uma segunda objeção à autoria de João, o Apóstolo, é a importância que ele dá às tradições de Jerusalém, visto que nós deveríamos esperar de um discípulo galileu de Jesus que focalizasse (como nos outros Evangelhos) nas atividades da Galileia. A resposta dada geralmente a esta objeção é que o conhecimento de Jerusalém mostrado no texto não é mais do que pode ser assimilado numa peregrinação anual. O interesse de João por Jerusalém parece ser totalmente dependente de seu interesse em Jesus.
Finalmente, objeta-se que o “discípulo aquém Jesus amou” não está mencionado antes da última Ceia (a menos que se inclua a referência do capítulo 11 a Lázaro desta forma), de forma que não se possa presumir que este discípulo tenha sido uma testemunha ocular dos eventos iniciais do Evangelho. Entretanto, a tradição cristã identificou este discípulo com o discípulo sem nome do primeiro capítulo, e sem qualquer valor, não há nenhuma razão supor que a refeição final com os discípulos era o primeiro contato que este indivíduo (ou qualquer outro, por esta razão) tiveram com Jesus. A estrutura do Evangelho também explica parcialmente o “desaparecimento” dos discípulos do centro da ação. Os primeiros doze capítulos, o “livro dos sinais”, Jesus se interessava por pregar e fazer milagres entre os judeus, quando a relação da último Ceia se concentra na sua relação com os discípulos em particular.
Raymond E. Brown, entre outros, apresenta a posição de que uma comunidade de escritores, e não um único indivíduo, teria dado formato final ao trabalho. Em particular, João 21:1 é muito diferente estilisticamente do corpo principal do Evangelho, e ele deve ter sido um adição posterior (conhecida como apêndice).
R.E. Brown (1970) distingue quatro estágios de desenvolvimento: tradições ligadas diretamente com o Apóstolo, edição parcial de seus discípulos, novamente sintetizados pelo apóstolo e adições por um editor final. Ao menos, isto parece claro no capítulo 21, quando alguém fala na terceira pessoas do plural ("nós"), ostensivamente como a voz de uma comunidade que acredita no testemunho desta pessoa chamada o "discípulo amado" como sendo real.
A Maioria dos especialistas datam os escritos do Evangelho a c. 90. João, o Apóstolo, o principal autor, deve ter uma idade avançada neste tempo, quando as expectativas de vida eram mais curtas. Por outro lado, se o apóstolo realmente viveu em tal era, isto poderia explicar a tradição relatada em João 21, que muitos acreditavam que Jesus tivesse dito ao Apóstolo que ele não morreria (que pode ter levado a lenda do Preste João). 
Uma data que no século II é excluída mais tarde porque P52, nossa evidência mais antiga do Evangelho, data o manuscrito antes do meio do século II. Mesmo na igreja antiga havia uma dúvida sobre sua autenticidade, e Marcião (fundador dos heréticos de Marcionismo) e Celso (um pagão crítico do Cristianismo) criticou-o pesadamente como sendo uma falsificação. O debate estava centrado em torno não somente nas diferenças em relação aos outros Evangelhos, mas também seus ensinamentos sobre o "Paráclito" (o Espírito Santo), que era um tema importante no Montanismo, uma forma primitiva de um movimento que poderia ser chamado de "carismático".

## A primeira epístola
A fraseologia da primeira carta de João é muito similar àquela do quarto Evangelho, de modo que a pergunta da autoria seja ligada frequentemente à pergunta do autoria do Evangelho. Há diversas referências as frases que ocorrem somente no Evangelho e na primeira Epístola e em nenhuma parte do Novo Testamento, como “tem um pecado”, “Na verdade”, “deixando para trás" em algum estado místico (no pai, no filho, em meu amor), e assim por diante. Ambos os trabalhos têm muito do Semita e um sabor da língua grega—muitas sentenças começam com o “tudo” ou com “e”, uso “de inclusão literária” (a repetição de uma frase para indicar que o material entre as inclusões pertence ao mesmo tema), o uso mínimo das partículas do grego Ilativo. Ambos os trabalhos têm os mesmos conceitos básicos que estão sendo explorados: a palavra, única produzir, o encarnação, a passagem da morte à vida, a verdade e as mentiras, etc.
O livro não está entre aqueles em que há dúvida sobre a canonicidade Bíblica, de acordo com Eusébio; entretanto, não é incluído no cânon Sírio antigo (Peshitta). Teodoro de Mopsuéstia apresentou também uma opinião negativa para sua canonicidade. Fora do mundo Sírio, entretanto, o livro tem muitas testemunhas antigas, e parece ter sido aceitado extensivamente.
Dado a similaridade com o Evangelho, a maioria de especialistas críticos atribuem o mesmo autoria da epístola que atribuem ao Evangelho. A maioria consultam a uma escola de Joanina de que a carta origina-se, possivelmente da mão do Apóstolo.

## Segunda e terceira epístolas
Enquanto a tradição normalmente considera a segunda e a terceira epístolas de João, o Apóstolo, o fato de que o autor identifica a si mesmo como "o presbítero" (ou "o sacerdote") fez levantar dúvidas sobre esta autoria, mesmo dentro da igreja antiga. Há inúmeras similaridades literárias e teológicas com a primeira epístola fazendo que estas duas sejam normalmente presumidas sendo originarias do mesmo círculo de teólogos. De fato a maioria dos especialistas presume que alguma personalidade no círculo de discípulos de João foi o autor destes livros. As similaridades entre os dois livros tornou improvável que sejam dois autores separados. Este autor hipotético é chamado geralmente o “João, o Presbítero” para distingui-lo do Apóstolo.
A lenda medieval, por outro lado, igualou o “João, o presbítero” com o “João, o Apóstolo”, e desde que algumas leram o capítulo 21 do Evangelho que indica que João o Apóstolo nunca morreu, produzido a história de Preste João, que foi dito ser o Apóstolo, e ainda vivo e escrevendo na Idade Média.

## Apocalipse (ou Revelação)

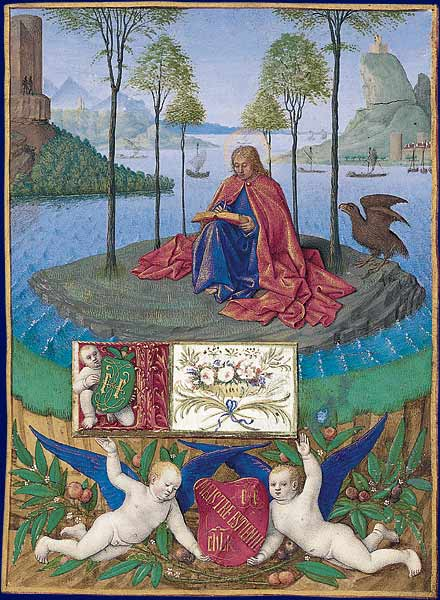
São João de Patmos, por Jean Fouquet

O autor do Livro das Revelações se identifica como o próprio "João", desta forma o livro foi tradicionalmente creditado a João, o Apóstolo. Referência à autoria do Apóstolo foi achada na antiguidade por Justino, em seu Dialogo com Tryphon. Outra testemunha na antiguidade desta tradição são Ireneu de Lyon, Clemente de Alexandria, e Tertuliano. Orígenes, Bispo Melito de Sardes e Pápias de Hierápolis também atestam que João como seu autor. O Apócrifos de João declaram João como autor de ambos o evangelho e a Revelação, escreve Donald Guthrie.
Assim forte é esta evidência que é difícil acreditar que fizeram um erro ao confundir o João do Apocalipse com João, o Apóstolo. Deve-se conceder que feito exame de toda (a evidência) aponta muito fortemente à probabilidade que João do Apocalipse era, no fato, João o Apóstolo.}}
No século III, o Bispo Dionísio de Alexandria rejeitou a autoria apostólica, mas aceitou a canonicidade do livro. Dionísio acredita que o autor fosse outro homem também chamado João, João, o Presbítero, professor de Papias, bispo de Hierópolis. Eusébio de Cesareia mais tarde concordou com  isto.
A razão mais comum para suspeitar de um autor diferente do Apóstolo João são as diferenças radicais de estilo das epístolas do Evangelho que são todas estilisticamente consistentes. Especialistas contemporâneos notam que a Revelação e o Evangelho referem se a Jesus como "cordeiro" eles usam diferente palavras em grego, e eles soletram "Jerusalém" diferentemente. Há motivos diferentes entre o livro e o Evangelho no uso da alegoria, simbolismo, e metáforas similares, tais como "Água da Vida", "pastor", "Cordeiro" e "maná". O Apocalipse não tem vários aspectos da temática Joanina, tais como a luz, escuridão, verdade, amor, e "o mundo" no sentido negativo. A escatologia dos dois trabalhos são também diferentes.
O Apocalipse foi escrito em um gênero especifico de literatura do apocalipse que difere do estilo dos Evangelhos e das epístolas. Para esclarecer as diferenças, alguns especialistas sugeriram que um secretário esteve modificando alguns trabalhos, mas não em outros para aplainar o estilo grego usado em seus outros livros.
Outros motivos para dúvidas a um autoria apostólica são a falta do autor dar referência por ter conhecido Jesus, como o Apóstolo João teria feito, e a opinião que João morreu demasiado cedo como um mártir entre 64 e 70, entretanto, o Apóstolo João é aceite amplamente como o único Apóstolo não mártir, vivendo até os noventa anos.
As datas estimadas para o Apocalipse indicam que se escreveu durante a vida do Apóstolo João. De acordo com a tradição antiga de Ireneu, de Eusébio e de Jerônimo, este livro foi escrito durante o reino do imperador romano Domiciano, ao redor 95 ou 96. Outros sustentam uma data mais adiantada, 68 ou 69, no reino de Nero ou logo depois disso. Por causa da autoria era uma de diversas considerações para o canonização, diversos pais da igreja rejeitaram o Apocalipse.

### Pontos de vista da minoria
De acordo com Epifânio de Salamis, Caius Roman acredita que Ceríntio, um Gnóstico, era o autor do Apocalipse.